# Dolok Merangir Dua
Dolok Merangir Dua is een bestuurslaag in het regentschap Simalungun van de provincie Noord-Sumatra, Indonesië. Dolok Merangir Dua telt 557 inwoners (volkstelling 2010).